# Nedelja gaudete
Nedelja gaudéte je po  katoliškem liturgičnem koledarju tretja nedelja v adventu, ki je lahko med 11. decembrom in 17. decembrom. Izraz gaudete v latinščini pomeni veselite se. To povabilo k veselju se pojavi v vstopnem spevu pri maši tretje adventne nedelje, ki se glasi: Gaudete in Domino semper. Iterum dico: gaudete! Dominus prope. (v slovenščini: Veselite se v Gospodu zmeraj; ponavljam vam, veselite se. Gospod je blizu.).
Na nedeljo gaudete se lahko namesto vijoličnih bogoslužnih oblačil, ki so značilna za advetni čas, uporabljajo rožnata. Prav tako se lahko na adventnem vencu prižge še tretja sveča, ki je za razliko od prejšnjih vijoličnih lahko roza barve.
Na nedeljo gaudete se berejo svetopisemski odlomki, ki poudarjajo veselo pričakovanje Gospodovega prihoda.